# Parcul Wilhelmshöhe

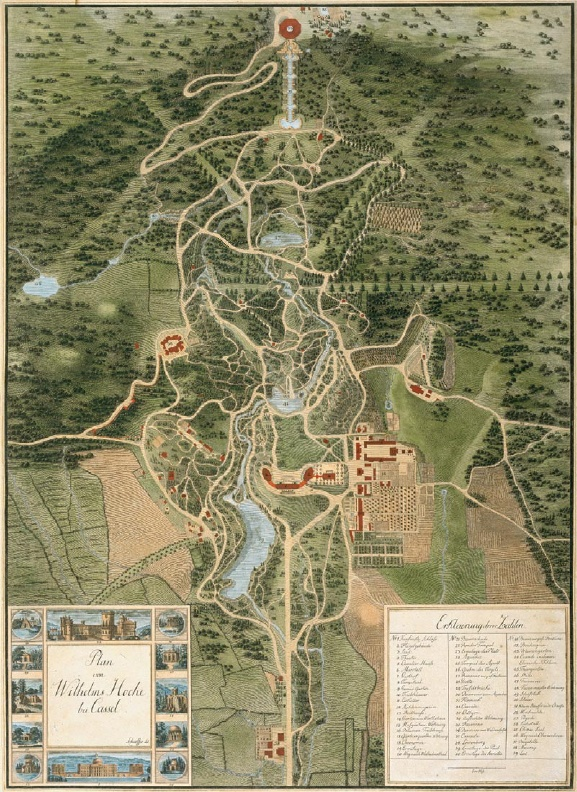

Satuia lui Hercule

Parcul Wilhelmshöhe este situat într-o pădure lângă Kassel, Germania. Este recunoscut pe plan internațional, fiind unul dintre cele mai mari parcuri de munte din Europa. Istoricul Georg Dehio a caracterizat parcul ca ceva grandios care a reușit să facă legătură dintre arhitectura barocă și natură. Au devenit renumite locuri din parc ca jocurile de apă, statuia lui Hercule, Castelul Wilhelmshöhe și cetatea Löwenburg. Amenajarea sa a început prin anul 1696, aceste lucrări fiind extinse ulterior pe o suprafață mai mare, amenajări care au durat circa 150 de ani, finanțate de prinții Hessen-Kassel.